# ガブリエル・クラメール
ガブリエル・クラメール (仏語: Gabriel Cramer、1704年7月31日 - 1752年1月4日) は、スイスの数学者である。クラメールはジュネーヴで生まれ、早くから数学の才能を見せ、18歳で博士の学位を授与され20歳で数学の副主任となった。1728年、10年後にダニエル・ベルヌーイによって示された期待効用の考え方に非常に近いサンクトペテルブルクのパラドックスの解を求めた。

## 業績
クラメールはその主要な業績を40歳代で公表している。1750年に出版された平面代数曲線に関する論文、"Introduction à l'analyse des lignes courbes algébraique" である。そこでは任意の位置・向きを持つ n 次の平面代数曲線が
{\displaystyle {\frac {n(n+3)}{2}}}
個の点で定義される、ということを最も早期に示しており、その問題は今日、クラメールのパラドックスと呼ばれている。一方、クラメールの名に因むクラメールの公式はその論文の中で紹介されているが、コリン・マクローリンは同様の公式を1748年に公表している。
クラメールはベルヌーイ家の二人の長兄 (ヤコブ・ベルヌーイ、ヨハン・ベルヌーイ) の業績を編集し、惑星の回転楕円体形状とその楕円軌道の物理的理由 (1730年)、そしてアイザック・ニュートンの3次曲線の扱い (1746年) について執筆した。クラメールはジュネーヴ大学の教授を務め、en:Bagnols-sur-Cèzeで死亡した。
クラメールは物理学者ジャン・クラメールとアンヌ・マレ・クラメールの息子である。

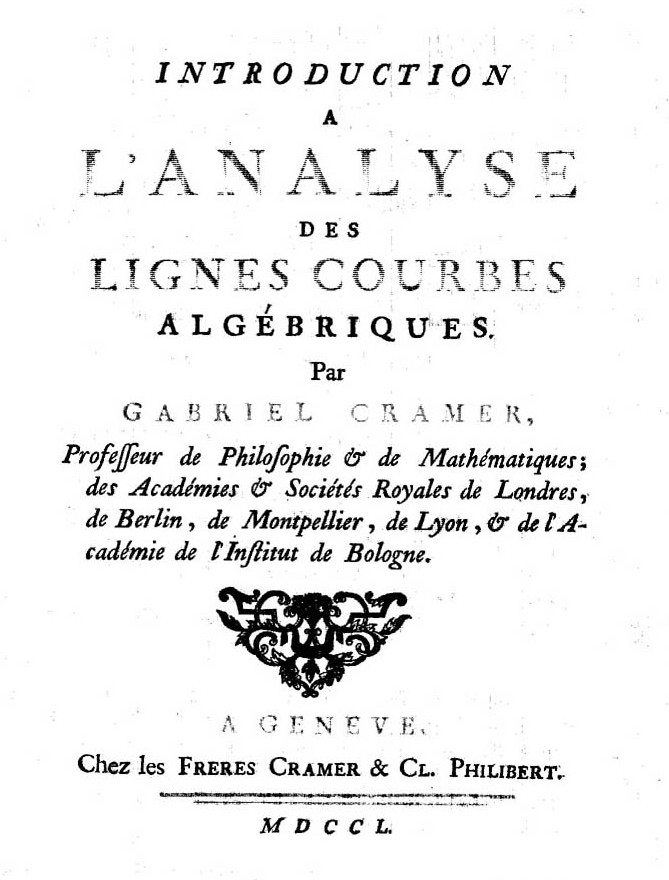
Introduction à l'analyse des lignes courbes algébriques, 1750